# Chaqueta flak

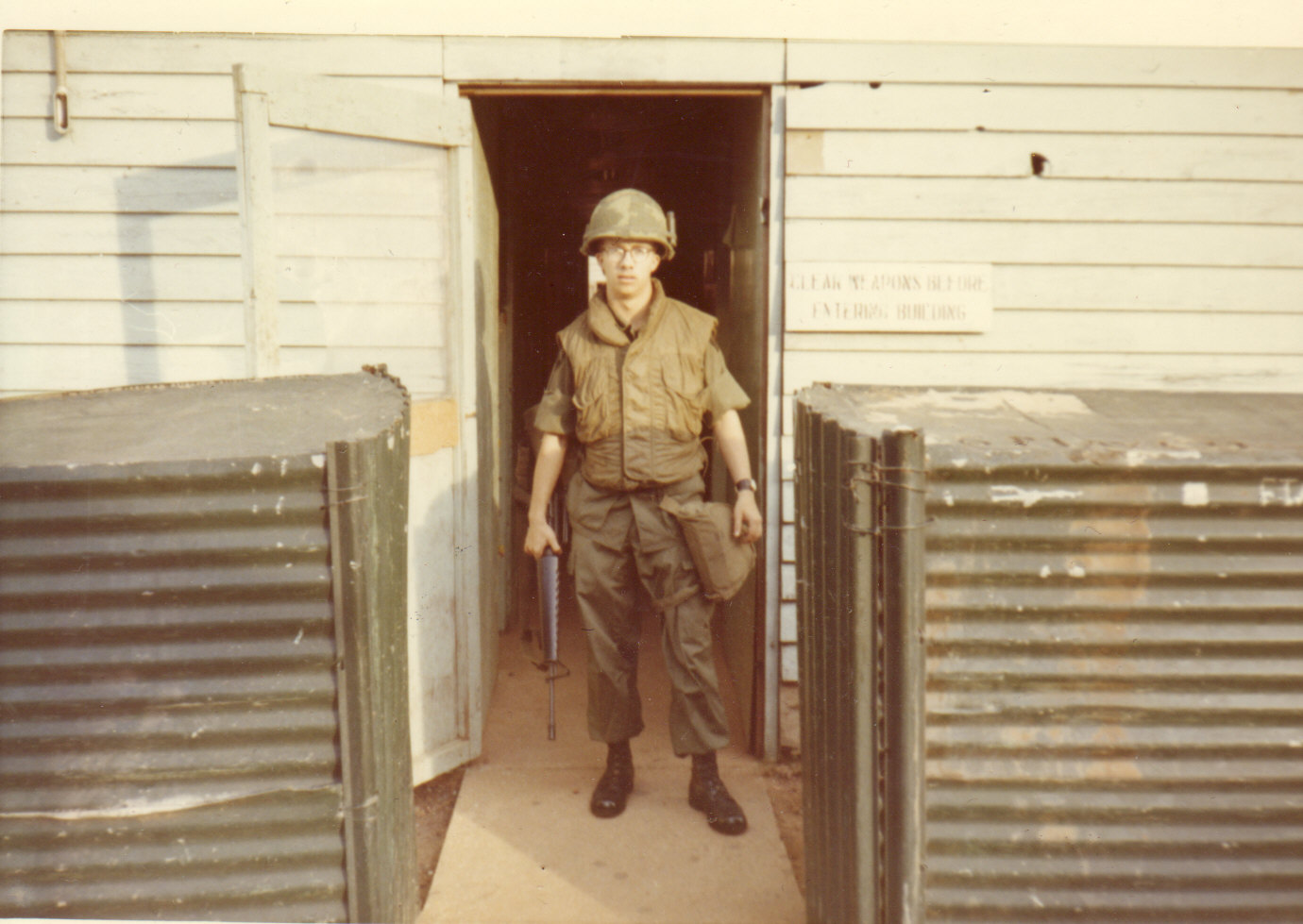
Soldado del Ejército de los Estados Unidos usando una chaqueta flak durante la Guerra de Vietnam

La chaqueta flak es un tipo de armadura corporal. Está diseñada para proporcionar protección ante la metralla de la artillería antiaérea (flak es una contracción alemana para Fliegerabwehrkanone, ‘cañón antiaéreo’), esquirlas de granadas, fragmentos de minas terrestres, perdigones pequeños (birdshot) de escopeta y balas de baja velocidad. No está diseñada para proteger contra balas de alto calibre y velocidad de pistolas o fusiles.
El término «chaqueta flak» es coloquialmente aplicado a menudo para nuevas armaduras corporales que ofrecen una protección más eficiente contra proyectiles de armas ligeras, pero el uso original antecede la existencia de los chalecos antibalas modernos, y ambos términos no son intercambiables en uso.